# Верфен
Верфен (нем. Werfen) — ярмарочная коммуна (нем. Marktgemeinde) в Австрии, в федеральной земле Зальцбург.
Входит в состав округа Санкт-Йохан-Понгау. Население составляет 3085 человек (на 15 мая 2001 года). Занимает площадь 154 км². Официальный код — 50 424.

## Достопримечательности
- Замок Хоэнверфен

## Политическая ситуация
Бургомистр коммуны — Франц Майсль (СДПА) по результатам выборов 2004 года.
Совет представителей коммуны (нем. Gemeinderat) состоит из 19 мест.
- СДПА занимает 11 мест.
- АНП занимает 6 мест.
- АПС занимает 2 места.